# David Douglas-Home, 15. Earl of Home

Wappen des Earl of Home

David Alexander Cospatrick Douglas-Home, 15. Earl of Home KT, CVO, CBE (* 20. November 1943 in Westminster; † 22. August 2022 in The Hirsel) war ein britischer Politiker, Mitglied des House of Lords und Unternehmer.

## Leben und Karriere
Douglas-Home war der einzige Sohn des Premierministers Alec Douglas-Home, dem früheren 14. Earl of Home, und Elizabeth Alington der Tochter von Cyril Alington.
Er heiratete 1972 Jane Margaret Williams-Wynne (* 1949). Mit ihr hatte er drei Kinder:
- Iona Katherine Douglas-Home (* 1980), ⚭ 2008 Hon. James Thomas Wingfield Hewitt (* 1979), Heir apparent des Viscount Lifford;
- Mary Elizabeth Douglas-Home (* 1982), ⚭ Christopher Gurth Clothier;
- Michael David Alexander Douglas-Home, 16. Earl of Home (* 1987), ⚭ 2017 Sally Antoinette Underhill.

Er besuchte die Privatschule Eton und studierte am Christ Church College der Universität Oxford.
Er war Verwaltungsrats-Präsident der Privatbank Coutts & Co und der Grosvenor Group. Daneben war er Präsident der British Association for Shooting and Conservation und Oberhaupt des Adelsgeschlechtes Douglas. 2014 wurde er als Knight Companion in den Distelorden aufgenommen.

## Politik
Nachdem sein Vater 1963 auf seine ererbten Adelstitel verzichtet hatte, ruhten diese bis zu dessen Tod 1995. David Douglas-Home erbte diese daraufhin als 15. Earl of Home, 20. Lord Home, 15. Lord Dunglass und 5. Baron Douglas of Douglas, und nahm den mit den Titeln verbundenen Sitz im Oberhaus ein. Mit der Verabschiedung des House of Lords Act 1999 verlor er zusammen mit allen anderen Erbpeers (Hereditary Peers) den erblichen Sitz im House of Lords. Er wurde jedoch als einer der 92 Erbpeers gewählt, die nach der Reform im House verblieben. Diese Wahl erfolgte als Parteigänger der Conservative Party.